# Gromadzin
Gromadzin [pronunciación en polaco: /ɡrɔˈmad͡ʑin/] (en alemán: Scharshütte) es un pueblo ubicado en el distrito administrativo de Gmina Przywidz, dentro del Condado de Gdańsk, Voivodato de Pomerania, en Polonia del norte. Se encuentra aproximadamente a 2 kilómetros al este de Przywidz, a 20 kilómetros al oeste de Pruszcz Gdański, y a 27 kilómetros al suroeste de la capital regional Gdańsk.
El pueblo tiene una población de 112 habitantes. 